# Ruggles of Red Gap (film fra 1918)
Ruggles of Red Gap er en amerikansk stumfilm fra 1918 af Lawrence C. Windom.

## Medvirkende
- Taylor Holmes - Marmaduke Ruggles
- Frederick Burton - Egbert Floud
- Lawrence D'Orsay - George Vane-Basingwell
- Virginia Valli - Judson
- Edna Phillips - Kate Kenner